# Guy II de Nesle
Guy II de Nesle, signore di Mello ed Offemont (... – Mauron, 14 agosto 1352), è stato un militare francese, maresciallo di Francia dal 22 agosto 1348 e nipote di un altro maresciallo, Guy I de Clermont.

## Biografia
Figlio di Jean I de Nesle, ciambellano del re, e di Marguerite signora di Mello, combatté alla battaglia di Crécy (26 agosto 1346) e fece levare l'assedio a Saint-Omer.
Con lettera reale del 30 agosto 1350 fu nominato governatore e capitano generale dell'Artois, del Borbonese e delle Fiandre.
Fu presente alla consacrazione di re Giovanni II.
Fatto prigioniero dagli inglesi il 1º aprile 1351, venne quindi liberato dopo pagamento di un consistente riscatto.
Fu governatore e capitano generale della Bretagna il 22 maggio 1352, e morì, con 140 cavalieri, alla battaglia di Mauron il 14 agosto seguente.